# Castelvetere sul Calore
Castelvetere sul Calore es uno de los 119 municipios o comunas ("comune" en italiano) de la provincia de Avellino, en la región de Campania. Con cerca de 1.712 habitantes, según el censo de 2005, se extiende por una área de 17,06 km², teniendo una densidad de población de 100,35 hab/km². Linda con los municipios de Chiusano di San Domenico, Montemarano, Paternopoli, San Mango sul Calore, y Volturara Irpina.

## Demografía
| Gráfica de evolución demográfica de Castelvetere sul Calore entre 1861 y 2001 |
|                                                                               |
| Fuente ISTAT - elaboración gráfica de Wikipedia                               |

- Datos: Q55025
- Multimedia: Castelvetere sul Calore / Q55025

1. ↑  Worldpostalcodes.org, código postal n.º 83040.
2. ↑  «Codici Catastali». Comuni-italiani.it (en italiano). Consultado el 29 de abril de 2017.